# Listă de filme despre războaie din Evul Mediu
Aceasta este o listă de filme despre războaie din Evul Mediu (filme istorice cu acțiunea cuprinsă undeva în jurul anilor 450 - 1500).
|  |

| An   | Țara                       | Nume         | Regizor               | Actori          | Note / Ref. |
| ---- | -------------------------- | ------------ | --------------------- | --------------- | ----------- |
| 1968 | Statele Unite ale Americii | The War Lord | Franklin J. Schaffner | Charlton Heston |             |

## Arabi
| An   | Țara                                                | Nume                                                          | Regizor         | Actori                                       | Note / Ref. |
| ---- | --------------------------------------------------- | ------------------------------------------------------------- | --------------- | -------------------------------------------- | ----------- |
| 1976 | Maroc Libia Regatul Unit Statele Unite ale Americii | The Message (الرسالة, Ar-Risālah, Mohammad, Messenger of God) | Moustapha Akkad | Anthony Quinn, Irène Papas și Michael Ansara |             |

## Reconquista
| An   | Țara                              | Nume           | Regizor      | Actori                                                     | Note / Ref. |
| ---- | --------------------------------- | -------------- | ------------ | ---------------------------------------------------------- | --- |
| 1961 | Italia Statele Unite ale Americii | Cidul (El Cid) | Anthony Mann | Charlton Heston, Sophia Loren, Raf Vallone, Geneviève Page | Martin Scorsese, care a sprijinit restaurarea filmului în 1993, consideră El Cid ca fiind unul din cele mai mari filme epice care au fost turnate vreodată. Filmul a primit trei premii Oscar. |

## Vikingi(sec. IX - X)
| An   | Țara                       | Nume                   | Regizor           | Actori                                   | Note / Ref. |
| ---- | -------------------------- | ---------------------- | ----------------- | ---------------------------------------- | ----------- |
| 1958 | Statele Unite ale Americii | Vikingii (The Vikings) | Richard Fleischer | Kirk Douglas, Tony Curtis și Janet Leigh |             |

## Regele Arthur(legendă)
| An   | Țara                                    | Nume                                                 | Regizor        | Actori | Note / Ref.                                                                                            |
| ---- | --------------------------------------- | ---------------------------------------------------- | -------------- | --- | --- |
| 1953 | Statele Unite ale Americii              | Cavalerii Mesei Rotunde (Knights of the Round Table) | Richard Thorpe | Robert Taylor, Ava Gardner, Mel Ferrer | |
| 1981 | Regatul Unit                            | Excalibur                                            | John Boorman   | Nigel Terry, Helen Mirren, Nicholas Clay, Cherie Lunghi | Film fantastic bazat pe o carte de Thomas Malory                                                       |
| 1995 | Statele Unite ale Americii              | Lancelot, primul cavaler (First Knight)              | Jerry Zucker   | Sean Connery, Richard Gere, Julia Ormond, Ben Cross, Liam Cunningham                                                                                                  | |
| 2004 | Regatul Unit Statele Unite ale Americii | Regele Arthur                                        | Antoine Fuqua  | Clive Owen, Ioan Gruffudd, Keira Knightley, Mads Mikkelsen, Joel Edgerton, Hugh Dancy, Ray Winstone, Ray Stevenson, Stephen Dillane, Stellan Skarsgård, Til Schweiger | Filmul îl prezintă pe regele Arthur ca pe un ofițer roman mai degrabă decât ca pe un cavaler medieval. |

## William Cuceritorul / Guillaume Cuceritorul (1066)
| An   | Țara                   | Nume                                          | Regizor                              | Actori | Note / Ref.         |
| ---- | ---------------------- | --------------------------------------------- | ------------------------------------ | --- | ------------------- |
| 1982 | Franța Elveția România | Cucerirea Angliei (Guillaume le conquérant)   | Gilles Grangier și Sergiu Nicolaescu | Hervé Bellon, John Terry, Emanoil Petruț, Mircea Albulescu, Violeta Andrei, Marga Barbu, Amza Pellea, Enikõ Szilágyi, Geo Dobre, Dorin Varga și Marina Procopie |                     |
| 1968 | Franța                 | William Cuceritorul (Guillaume le Conquérant) | Jean Herman                          | Jacques Harden, Lyne Chardonnet | Film de televiziune |

## First Barons' War(1215–17)
| An   | Țara                                    | Nume     | Regizor          | Actori                                                           | Note / Ref. |
| ---- | --------------------------------------- | -------- | ---------------- | ---------------------------------------------------------------- | ----------- |
| 2011 | Regatul Unit Statele Unite ale Americii | Ironclad | Jonathan English | Paul Giamatti, James Purefoy, Brian Cox, Derek Jacobi, Kate Mara |             |

## Războaiele bizantino-otomane(1265–1479)
| An   | Țara   | Nume       | Regizor     | Actori                                         | Note / Ref. |
| ---- | ------ | ---------- | ----------- | ---------------------------------------------- | ----------- |
| 2012 | Turcia | Fetih 1453 | Faruk Aksoy | Devrim Evin, İbrahim Çelikkol și Dilek Serbest |             |

## Cruciade
| An   | Țara                                    | Nume                                                    | Regizor           | Actori | Note / Ref.                             |
| ---- | --------------------------------------- | ------------------------------------------------------- | ----------------- | --- | --------------------------------------- |
| 1990 | România                                 | Coroana de foc                                          | Sergiu Nicolaescu | Sergiu Nicolaescu, George Alexandru, Vladimir Găitan, Virgil Flonda, Ștefan Velniciuc, Ion Rițiu, Simona Șomăcescu, Cornelia Pavlovici, Roxana Gutman, Manuela Hărăbor, Ion Marinescu, Corneliu Gîrbea, Ion Colan, Vlad Nemeș, Aurelian Georgescu, Paul Fister, Constantin Păun, Viorel Plăvițiu | Film bazat pe o legendă                 |
| 1935 | Statele Unite ale Americii              | Cruciadele (The Crusades)                               | Cecil B. DeMille  | Loretta Young, Henry Wilcoxon, Ian Keith |                                         |
| 2005 | Regatul Unit Statele Unite ale Americii | Regatul Cerului                                         | Ridley Scott      | Orlando Bloom, Eva Green, Jeremy Irons, Liam Neeson, David Thewlis, Marton Csokas, Brendan Gleeson, Kevin McKidd, Alexander Siddig, Ghassan Massoud, Edward Norton, Jon Finch, Michael Sheen |                                         |
| 1954 | Statele Unite ale Americii              | Richard Inimă de Leu (King Richard and the Crusaders)   | David Butler      | Rex Harrison, Virginia Mayo, George Sanders, Robert Douglas, Michael Pate, Paula Raymond, Lester Matthews, Anthony Eustrel, Henry Corden, Wilton Graff, Nejla Ates, Nick Cravat | După romanul eponim al lui Walter Scott |
| 1957 | Suedia                                  | A șaptea pecete (Det sjunde inseglet)                   | Ingmar Bergman    | Max von Sydow, Bengt Ekerot, Gunnar Björnstrand, Nils Poppe, Bibi Andersson, Åke Fridell, Inga Gill, Erik Strandmark, Bertil Anderberg, Gunnel Lindblom, Maud Hansson, Inga Landgré, Gunnar Olsson, Anders Ek                                                                                    | Premiul special al juriului la Cannes   |
| 2007 | Suedia                                  | Arn: Cavalerul templier (Arn - Tempelriddaren)          | Peter Flinth      | Joakim Nätterqvist, Sofia Helin, Stellan Skarsgård, Simon Callow, Vincent Perez, Bibi Andersson, Michael Nyqvist și Milind Soman |                                         |
| 2008 | Suedia                                  | Arn: Cavalerul templier 2 (Arn – Riket vid vägens slut) | Peter Flinth      | Joakim Nätterqvist, Sofia Helin, Stellan Skarsgård și Milind Soman |                                         |

## Cavaleri teutoni
| An   | Țara     | Nume                                                 | Regizor                              | Actori | Note / Ref. |
| ---- | -------- | ---------------------------------------------------- | ------------------------------------ | --- | --- |
| 1938 | U.R.S.S. | Alexandr Nevski (Александр Невский Aleksandr Nevski) | Serghei Eisenstein, Dimitri Vasiliev | Nikolai Cerkassov, Nikolai Ohlopkov, Alexandr Abrikossov, Dimitri Orlov | Bătălia de la Lacul Peipus; filmul a ieșit pe ecranele sovietice la 1 decembrie 1938, însă semnarea Tratatului Germano-Sovietic, de la 23 august 1939, a impus suspendarea proiecțiilor filmului; la declanșarea Operațiunii Barbarossa, de la 22 iunie 1941, filmul a reapărut pe ecrane, pentru a galvaniza elanul patriotic contra atacului german. Muzica filmului a fost scrisă de Serghei Prokofiev. |
| 1960 | Polonia  | Cavalerii Teutoni (film) (Krzyżacy)                  | Aleksander Ford                      | Andrzej Szalawski, Mieczyslaw Kalenik, Urszula Modrzynska, Grazyna Staniszewska, Aleksander Fogiel, Emil Karewicz, Henryk Borowski, Mieczyslaw Voit, Leon Niemczyk, Wlodzimierz Skoczylas, Lucyna Winnicka, Janusz Strachocki, Stanislaw Jasiukiewicz, Zbigniew Skowronski, Barbara Horawianka, Stanislaw Jaskiewicz | Filmul a ieșit pe ecranele poloneze la 15 iulie 1960, pentru comemorarea a 550 de ani a Bătăliei de la Grunwald. |

## Războiul de O Sută de Ani
| An   | Țara                                            | Nume                                           | Regizor         | Actori | Note / Ref. |
| ---- | ----------------------------------------------- | ---------------------------------------------- | --------------- | --- | --- |
| 1985 | Spania Țările de Jos Statele Unite ale Americii | Carne și Sânge (Flesh and Blood)               | Paul Verhoeven  | Rutger Hauer, Jennifer Jason Leigh | |
| 1989 | Regatul Unit                                    | Henric al V-lea (Henry V)                      | Kenneth Branagh | Kenneth Branagh | Henric al V-lea al Angliei și Bătălia de la Azincourt, după piesa Henric al V-lea de William Shakespeare |
| 1900 | Franța                                          | Jeanne d'Arc                                   | Georges Méliès  | Bleuette Bernon, Georges Méliès, Jeanne d'Alcy                                                                                               | Film mut; scurt-metraj de circa 10 minute; acest film a fost considerat mult timp pierdut; o copie colorată cu pensula a fost regăsită în 1982..                                                              |
| 1948 | Statele Unite ale Americii                      | Jeanne d'Arc (Joan of Arc)                     | Victor Fleming  | Ingrid Bergman, Francis L. Sullivan, J. Carrol Naish, Ward Bond, Shepperd Strudwick, Ward Bond, Shepperd Strudwick, Gene Lockhart            | |
| 1994 | Franța                                          | Jeanne la Pucelle (film)                       | Jacques Rivette | Sandrine Bonnaire, André Marcon, Jean-Louis Richard, Marcel Bozonnet, Patrick Le Mauff, Didier Sauvegrain, Jean-Pierre Lorit, Alain Ollivier | |
| 1999 | Franța                                          | Jeanne d'Arc                                   | Luc Besson      | Milla Jovovich, John Malkovich, Faye Dunaway, Vincent Cassel, Dustin Hoffman                                                                 | |
| 1962 | Franța                                          | Procesul Ioanei d'Arc (Procès de Jeanne d'Arc) | Robert Bresson  | Florence Delay (sub numele de Florence Carrez), Jean-Claude Fourneau, Roger Honorat, Marc Jacquier, Jean Gillibert, Michel Herubel           | La Festivalul de la Cannes, din 1962, filmul a primit următoarele premii: Premiul Special al Juriului (ex æquo cu Eclipsa de Michelangelo Antonioni), Premiul OCIC, Premiul celui mai bun Film pentru Tineret |

## Invaziile tătarilor
| An   | Țara | Nume                                           | Regizor                         | Actori | Note / Ref. |
| ---- | --- | ---------------------------------------------- | ------------------------------- | --- | --- |
| 1966 | U.R.S.S. | Andrei Rubliov (Андрей Рублёв, Andrei Rubliov) | Andrei Tarkovski                | Anatoli Solonițîn, Ivan Lapikov, Nikolai Grinko, Nikolai Sergheiev, Nikolai Burliaiev, Irma Rauș | În 1995, Academia Europeană de Cinema și Televiziune a clasat filmul pe locul 8, între cele mai bune filme ale cinematografiei mondiale. |
| 1956 | Statele Unite ale Americii                                                                                     | Cuceritorul (The Conqueror                     | Dick Powell                     | John Wayne, Susan Hayward, Pedro Armendáriz, Agnes Moorehead, Thomas Gomez, John Hoyt, William Conrad, Ted de Corsia, Leslie Bradley, Lee Van Cleef                                                                          | |
| 1965 | Statele Unite ale Americii Regatul Unit Republica Federală Germania Republica Socialistă Federativă Iugoslavia | Gighis Han (Genghis Khan (1965 film))          | Henry Levin                     | Stephen Boyd, Omar Sharif, James Mason, Françoise Dorléac, Eli Wallach, Telly Savalas, Robert Morley, Yvonne Mitchell, Woody Strode, Kenneth Cope, Roger Croucher, Don Borisenko, Patrick Holt, Susanne Hsiao                | |
| 1944 | Uniunea Sovietică                                                                                              | Ivan cel Groaznic (Иван Грозный)               | Serghei Eisenstein              | Nikolai Cerkasov, Erik Pyriev, Liudmila Țelikovskaia, Ada Voițik, Pavel Kadocinikov, Mihail Nazvanov, Andrei Abrikosov, Mihail Jarov, Amvrosi Bucima, Mihail Kuznețov, Vsevolod Pudovkin, Aleksandr Mgebrov, Pavel Massalski | Filmul a fost gândit ca trilogie; prima parte a fost prezentată publicului în 1944; din cauza cenzurii, partea a doua a fost proiectată pe ecranele sovietice abia în 1958. Partea a treia nu a mai fost realizată niciodată. Muzica filmului a fost scrisă de Serghei Prokofiev. |
| 2007 | RusiaMongolia Kazahstan Germania                                                                               | Mongol (Монгол)                                | Sergei Bodrov                   | Tadanobu Asano, Sun Honglei, Khulan Chuluun, Amadu Mamadakov, Ba Sen, Odnyam Odsuren, Bayertsetseg Erdenebat | |
| 1961 | Franța Italia                                                                                                  | Mongolii (Les Mongols / I Mongoli)             | André De Toth și Riccardo Freda | Jack Palance, Anita Ekberg, Franco Silva, Antonella Lualdi, Ronaldo Lupi | În 1240, mongolii invadează Europa de Est, conduși de Ogodai / Ögödei, fiul lui Ginghis Han |

## Războaie româno-otomane (sec. XIV - XV)
| An   | Țara    | Nume                          | Regizor                                        | Actori | Note / Ref.                                                                                      |
| ---- | ------- | ----------------------------- | ---------------------------------------------- | --- | ------------------------------------------------------------------------------------------------ |
| 1973 | România | Frații Jderi                  | Mircea Drăgan, în colaborare cu Nicolae Mladin | George Calboreanu, Colea Răutu, Emanoil Petruț, George Motoi, Gheorghe Dinică, Marcel Anghelescu, Puiu Călinescu, Gheorghe Cozorici, Florin Piersic, Jean Constantin, Sebastian Papaiani, Iurie Darie, Draga Olteanu Matei, Maria Ploae, Ernest Maftei, Ioana Drăgan, Alexandru Giugaru | Ecranizare a primei părți, „Ucenicia lui Ionuț”, a romanului lui Mihail Sadoveanu, Frații Jderi. |
| 1989 | România | Mircea                        | Sergiu Nicolaescu                              | Sergiu Nicolaescu, Șerban Ionescu, Adrian Pintea, Vlad Nemeș, Silviu Stănculescu, Ion Besoiu, Ion Rițiu, George Alexandru, Ioana Pavelescu, Manuela Hărăbor, Colea Răutu |                                                                                                  |
| 1974 | România | Ștefan cel Mare - Vaslui 1475 | Mircea Drăgan                                  | Gheorghe Cozorici, Violeta Andrei, Gheorghe Dinică, Florin Piersic, Sebastian Papaiani, Iurie Darie, Draga Olteanu Matei, Anna Széles, Ernest Maftei |                                                                                                  |
| 1979 | România | Vlad Țepeș                    | Doru Năstase                                   | Ștefan Sileanu, Alexandru Repan, Ernest Maftei, Emanoil Petruț |                                                                                                  |